# 갯녹음
갯녹음은 연안 암반 지역에서 해조류가 사라지고 흰색의 석회 조류가 달라붙어 암반 지역이 흰색으로 변하는 현상이다. 바다 사막화(--沙漠化)라고도 하며, 백화(白化)나 백화현상(白化現象)이라고도 부른다.

## 연안 생태계
갯녹음 현상은 항공촬영등의 기법으로도 식별이 가능한 해안 환경의 적신호로 알려져있다. 연안 생태계의 불안정성 척도로 사용될수있는 갯녹음 현상은 이를 저지하거나 생태계 회복을 위해 갯녹음 현상으로부터 해중림(海中林)을 복원하는 연구, 갯녹음현상 현황조사등이 한반도 해안 전역에서 시급한 것으로 알려졌다.

## 같이 보기
- 산호 백화
- 해양 산성화
- 바다식목일